# پنجه (فیلم ۲۰۱۱)
پنجه (به تلگو: Panjaa) فیلمی محصول سال ۲۰۱۱ و به کارگردانی ویشنوواردان است. در این فیلم بازیگرانی همچون پاوان کالیان، سارا جین دیاز، آنجالی لاوانیا، جکی شروف، ادیو سش، آتول کولکارنی ایفای نقش کرده‌اند.